# Bohuňovice (Pardubice)
Bohuňovice è un comune della Repubblica Ceca facente parte del distretto di Svitavy, nella regione di Pardubice.